# Ogano
Ogano (japanska: 小鹿野町?, Ogano-machi) är en landskommun (köping) i Saitama prefektur i Japan.  